# San Miguel, Medellín
San Miguel är en ort i Mexiko.   Den ligger i kommunen Medellín och delstaten Veracruz, i den sydöstra delen av landet, 300 km öster om huvudstaden Mexico City. San Miguel ligger 13 meter över havet och antalet invånare är 330.
Terrängen runt San Miguel är platt. Runt San Miguel är det ganska tätbefolkat, med 230 invånare per kvadratkilometer. Närmaste större samhälle är Veracruz, 15,2 km norr om San Miguel. Trakten runt San Miguel består till största delen av jordbruksmark.